# Crepidorhopalon
Crepidorhopalon är ett släkte av tvåhjärtbladiga växter. Crepidorhopalon ingår i familjen Linderniaceae.

## Dottertaxa tillCrepidorhopalon, i alfabetisk ordning[1]
- Crepidorhopalon affinis
- Crepidorhopalon alatocalycinus
- Crepidorhopalon bifolius
- Crepidorhopalon chironioides
- Crepidorhopalon debilis
- Crepidorhopalon goetzei
- Crepidorhopalon gracilis
- Crepidorhopalon hartlii
- Crepidorhopalon hepperi
- Crepidorhopalon involucratus
- Crepidorhopalon latibracteatus
- Crepidorhopalon laxiflorus
- Crepidorhopalon malaissei
- Crepidorhopalon manganicolus
- Crepidorhopalon membranocalycinus
- Crepidorhopalon microcarpaeoides
- Crepidorhopalon parviflorus
- Crepidorhopalon perennis
- Crepidorhopalon robynsii
- Crepidorhopalon rupestris
- Crepidorhopalon scaettae
- Crepidorhopalon schweinfurthii
- Crepidorhopalon spicatus
- Crepidorhopalon symoensii
- Crepidorhopalon tanzanicus
- Crepidorhopalon tenuifolius
- Crepidorhopalon tenuis
- Crepidorhopalon uvens
- Crepidorhopalon welwitschii
- Crepidorhopalon whytei